# Park Mun-su
Pour les articles homonymes, voir Mun.
Park Mun-su ou Bak Munsu (Hangul: 박문수, Hanja: 朴文秀) (né en 1691, mort en 1756) est un fonctionnaire du gouvernement du roi Yeongjo de la dynastie Joseon de Corée.

## Biographie
Il est célèbre pour avoir protégé la population coréenne contre les fonctionnaires royaux corrompus. Il a passé l'examen d'État en 1723 et devient plus tard amhaengeosa (暗 行 御史, 암행 어사), inspecteur royal secret.
Il est le amhaengeosa le plus célèbre de l'histoire coréenne.
Il est une figure légendaire, il y a de nombreuses légendes sur ses réalisations en tant qu'amhaengeosa. Deux portraits de Park Mun-Su existent et sont toujours en bon état.

## Référence
1. ↑  Les Coréens dans l'histoire, « Park Mun-su, le légendaire inspecteur secret du roi », KBSworld, le 8 septembre 2011.